# 24時間テレビ 愛の歌声は地球を救う16
24時間テレビ16「愛の歌声は地球を救う」は、日本テレビ系列にて1993年8月21日（土）19:00 - 8月22日（日）20:00まで生放送された16回目となる『24時間テレビ』である。

## 概要
この年は日本テレビ開局40年記念特別番組として行われ、1992年（前回）に続き、サブタイトルを音楽ライブを重視した「愛の歌声は地球を救う」とし、さらに「出会い」というテーマも掲げた。
前回の放送で200㎞チャリティーマラソンに挑戦しながら途中棄権した間寛平が同じ距離でチャリティーマラソンに再挑戦し、完走した。前回はスタート場所を公表したことで走行妨害をされたことを教訓として、この年からスタート場所は非公表とされた。また、今回より番組内では視聴者に向けてアナウンサーが沿道での応援は控えるよう呼び掛けている。この回のスターターは高野進。この年の世界陸上の会場であるゴットリーブ・ダイムラー・シュタディオンから衛星中継を繋いだ。
この年は深夜に世界陸上（00:30 - 03:30）が編成されたため、麹町社屋（当時）からの放送が例年より短かった。

## 出演者

### 総合司会
- 徳光和夫
- 楠田枝里子

※徳光が司会を務めた『クイズダービー』（TBS系列）が前年いっぱいで終了したため、土曜19時台は出演できるようになった。しかし土曜21:00の『徳光和夫のTVコロンブス』（テレビ東京系列）は当時継続中だったため、依然として土曜21時台は出演できなかった。

### チャリティーパーソナリティー
- 赤井英和
- 裕木奈江

### お手伝い
- 松村邦洋
- 松本明子

※松村、松本とも当時「進め!電波少年」のMC。1992年8月に、本家『24時間テレビ』に対抗して電波少年独自で『48時間テレビ』と題したイベントを行っている。

### 24時間マラソンランナー
- 間寛平

### 宇宙からのメッセージ
- 矢追純一
- 子供たち

### データルーム
- DORA
  - 米森麻美（当時・日本テレビアナウンサー）
  - 永井美奈子（当時・日本テレビアナウンサー）
  - 藪本雅子（当時・日本テレビアナウンサー）

### 武道館に訪れたゲスト
- 逸見政孝 - 当時、寛平がレギュラー出演していた「いつみても波瀾万丈」の司会者。
- 辰吉丈一郎
- 峰竜太
- 蛭子能収
- うじきつよし

## 企画・コーナー
- 有名人歌声チャリティー
- クイズ音楽は眠らない
- 出会いのデュエット大会
- '93世界陸上・第8日
日曜 00:30 - 03:30
「女子走り高跳び・決勝」
「女子10000メートル・決勝」
「男子砲丸投げ・決勝」
- メッセージソング
- 突然リクエストご本人に歌ってもらいましょう
- おたまジャクソン号・おたまジャネット号
1993年のチャリティーカー
担当：赤井英和、裕木奈江
- 日本列島ふるさとこの出会い
番組参加31局制作企画
- クイズあの歌に会いたい
- ネパール訪問ドキュメント
出演：EPO
- フィリピン訪問ドキュメント
出演：BEGIN
- 武田鉄矢&堀内孝雄ライブ in 京都
場所：円山公園音楽堂
- カンボジア訪問ドキュメント
出演：近藤房之助
- 笑点 in 銀座
- グランドフィナーレ

## ニュース
- 土曜23:30 - NNNきょうの出来事
- 日曜06:30 - NNN朝のニュース
- 日曜11:30 - NNN昼のニュース
- 日曜18:00 - NNN日曜夕刊

## 関連番組
- THEカウントダウン24HTV
1993年8月21日 土曜 16:00 - 17:00
- TVおじゃマンボウ 24時間テレビ特集
1993年8月21日 土曜 17:10 - 18:00
- 走れ寛平!涙のゴール24時間テレビの舞台裏
1993年8月29日 日曜 15:30 - 16:55

## スタッフ
- アートディレクター：浅葉克己、ヒサヤ大黒
- コピーライター：糸井重里
- 演奏：岡本章生とゲイスターズ、ガッシュアウト、東京音楽事務所、ミュージック クリエイション
- 編曲：たかしまあきひこ、永作幸男、しかたたかし、岩本正樹
- 構成：沢口義明、浜田悠 / 東条真弓、雫弘幸、今村良樹、池田一之、そーたに、田中直人、おちまさと、都築浩、口岩秀喜、堀江利幸、森和盛、清水聖太郎、高梨武志、吉原政幸、内野恵、原千鶴、飯澤眞太郎、伊藤尚光、町田淳、山口克久、鎌田美和子、新倉イワオ、遠藤敬三、神山明久

日本武道館
- 技術テクニカルディレクター：田中元一
- 音声コーディネーター：杉本好造
- 美術：久保玲子、栗田寛、小林武司、渡辺勇二
- 音楽効果：三神直、小川彦一、村田好次、島野高一、入部朱美
- TK：中村ひろ子、井崎綾子、阿部直子、野口かず実、矢島由紀子、白方千恵美、あべなおこ、大岡伸江
- 武道館コーディネーター：大長稔幸
- ステージング：土居甫
- 歌唱指導 日本テレビ音楽学院：橋本賀代子
- アシスタント：日本テレビイベントコンパニオン、日本テレビ音楽学院
- フロアディレクター：舟沢謙二、長谷川賢一、杉岡士朗、笹木成人、宇津浩二、高橋康之、森実陽三、及川千津、鳥越慶一、北条伸樹、瓜生健、渡部智明、石川智子、木曽守、西口晃彦、小林周一、川本良樹、横島昌子、島本眞也
- ディレクター：雨宮秀彦、古野千秋、松崎聡男、磯野太、林田竜一、永原啓一、渡辺宏
- プロデューサー：和田隆、岡田謙吾、村松宏、大谷哲郎、新国誠、荻原伸之
- 総合ディレクター：土屋泰則

Gスタジオ
- 技術テクニカルディレクター：坂東秀明
- スイッチャー：田口勝夫
- カメラ：飯山孫八、南良郎、佐藤広吉、吉田建治、茅野竜徳
- 音声コーディネーター：笹川秀男
- VE：八木一夫、盛岡知昭
- 照明：渡辺一成、川島弘
- 美術：石附千秋
- 音楽効果：村上義行、古川直樹
- TK：塚越倫子、西岡八生子、恩田明子
- ディレクター：矢追孝男、加藤晋也、矢坂義之
- プロデューサー：桜田和之、河野直樹

銀座日産ギャラリー
- 技術テクニカルディレクター：坂西敏明
- 照明：川崎吉男
- 美術：高野雅裕
- 音楽効果：吉田茂
- ディレクター：橋本浩光、貞松秀樹、飯田達哉
- プロデューサー：吉田勲明、尼崎昇

チャリティーマラソン
- 技術：村上孝一 / 山岸尚志、平山章、内田幹夫、市川正志
- ディレクター：竹内尊実、小川明人、香川春太郎、高松大、根津伸行
- プロデューサー：大澤雅彦、川邊裕介（哲也）

チャリティーバス
- 技術テクニカルディレクター：藤沼秀一
- アシスタントディレクター：小口佳久、井口直哉
- ディレクター：中村元気、染谷真理

昭和記念公園
- 技術テクニカルディレクター：橋井龍男
- 照明：小寺勝馬
- ディレクター：安藤正臣
- プロデューサー：花房恵二

富士山
- 技術テクニカルディレクター：佐藤幸一郎
- TK：坂本幸子
- アシスタントディレクター：中西太、瀬戸口正克
- ディレクター：寺内壮、三枝孝臣、吉川保志
- プロデューサー：増田一穂

海外取材
- ディレクター：小澤太郎、杉村和彦、福士睦
- プロデューサー：梅原幹

世界陸上
- 技術テクニカルディレクター：北村喜明、山中隆吉、村松明
- 音声コーディネーター：宮下英俊、笹川秀男、鈴木佳一
- 音楽効果：村上義行、古川直樹
- ディレクター：黒岩直樹、黒木まゆみ
- プロデューサー：田中晃、柴田哲志、高橋知也
- 技術テクニカルプロデューサー：須田昌宏、佐藤公則
- 美術制作：石川啓一郎
- サウンドコンポーサー：鳥飼弘昌
- 広報：河村良子、織田弘美、木村晶子
- ボランティア担当：桜井博
- ヘリコプターTD：石渡敏幸
- アニメーション：伊藤響、やすみ哲夫
- 編成進行：白子広三、斉藤嘉男
- CM進行：若松央樹
- 回線コーディネーター：谷山秀行、西野三樹夫
- 海外衛星コーディネーター：北川晴朗
- 技術協力：NTV映像センター、日本テレビビデオ、コスモ・スペース、タムコ、音研、共立、バンセイ、朝日航洋、田中電気、日本有線テレビ、ジャパンテレビ、明光セレクト、日放、さがみエンジニアリング、千代田ビデオ
- 制作協力：ハウフルス / NCV、日企、ザ・ワークス、ジッピー、オン・エアー、スタッフ東京、ユニオン映画、日本テレビエンタープライズ
- 特別協賛：日産自動車

Kサブ放送本部
- 技術テクニカルディレクター：安波次夫、遠藤裕二
- 音声コーディネーター：鈴木詳司、笹川秀男
- VEコーディネーター：柴田康弘、芦田秀樹
- TK：居波初子、林たか子、石島加奈子、関仁美、柏木梨佐、梅沢和世、百武ひろみ
- 回線：大武智治、河戸憲男、真木伸男
- ディレクター：菅沼直樹、財津功、江口義明
- プロデューサー：室川治久
- コーディネーター：城朋子、福地聡、河野英裕、茂木達郎、福井宏
- 制作本部：八田一郎、加賀義二 / 高橋靖二、小杉義夫、服部比佐夫、長冨忠裕、平林邦介、金谷勲夫、大井紀子、五歩一勇、梅沢勝哉、中俣達、土屋敏男[1]、小山啓、水田伸生、井上健、吉川圭三、藤井淳 / 平山秀成、八木博善、大鐘智
- 制作進行：東原祐子、佐竹賢一、毛利忍、大場吾郎、小原知佐子、村上貴大、遊佐恵 / 斉藤寿
- 総合コーディネーター：佐野讓顯、中村英明
- 総合演出：菅原正豊 / 五味一男
- プロデューサー：小杉善信、渡辺弘
- チーフプロデューサー：篠崎安雄、吉岡正敏、重松修
- チーフディレクター：神戸文彦
- 制作指揮：高橋進
- 総指揮：漆戸靖治
- 製作著作：日本テレビ